# Calzada de los Molinos
Calzada de los Molinos ist ein nordspanisches Dorf und Hauptort einer Gemeinde (municipio) mit 305 Einwohnern (Stand: 2024) in der Provinz Palencia in der Autonomen Gemeinschaft Kastilien-León.

## Lage und Klima
Calzada de los Molinos liegt in der Region Tierra de Campos auf der kastilischen Hochebene in einer Höhe von ca. 830 m. Die Provinzhauptstadt Palencia befindet sich mit ihrem Stadtzentrum etwa 34 Kilometer (Fahrtstrecke) südsüdöstlich.
Das Klima im Winter ist durchaus kalt, im Sommer dagegen warm bis heiß; die eher spärlichen Regenfälle (ca. 545 mm/Jahr) fallen überwiegend im Winterhalbjahr.

## Bevölkerungsentwicklung
| Jahr      | 1970 | 1981 | 1991 | 2001 | 2011 | 2021 |
| Einwohner | 546  | 509  | 417  | 383  | 353  | 317  |

## Sehenswürdigkeiten

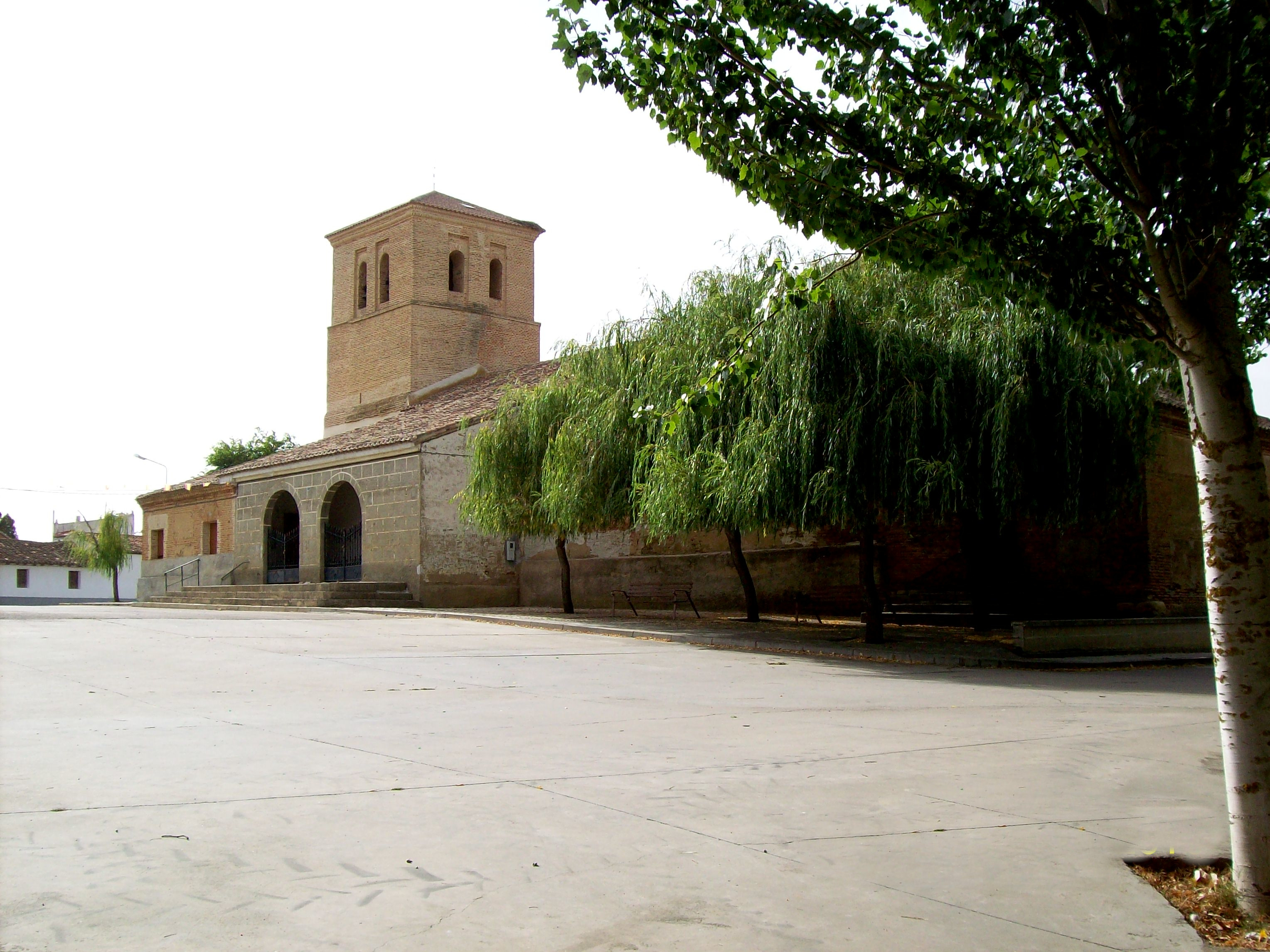
Jakobuskirche
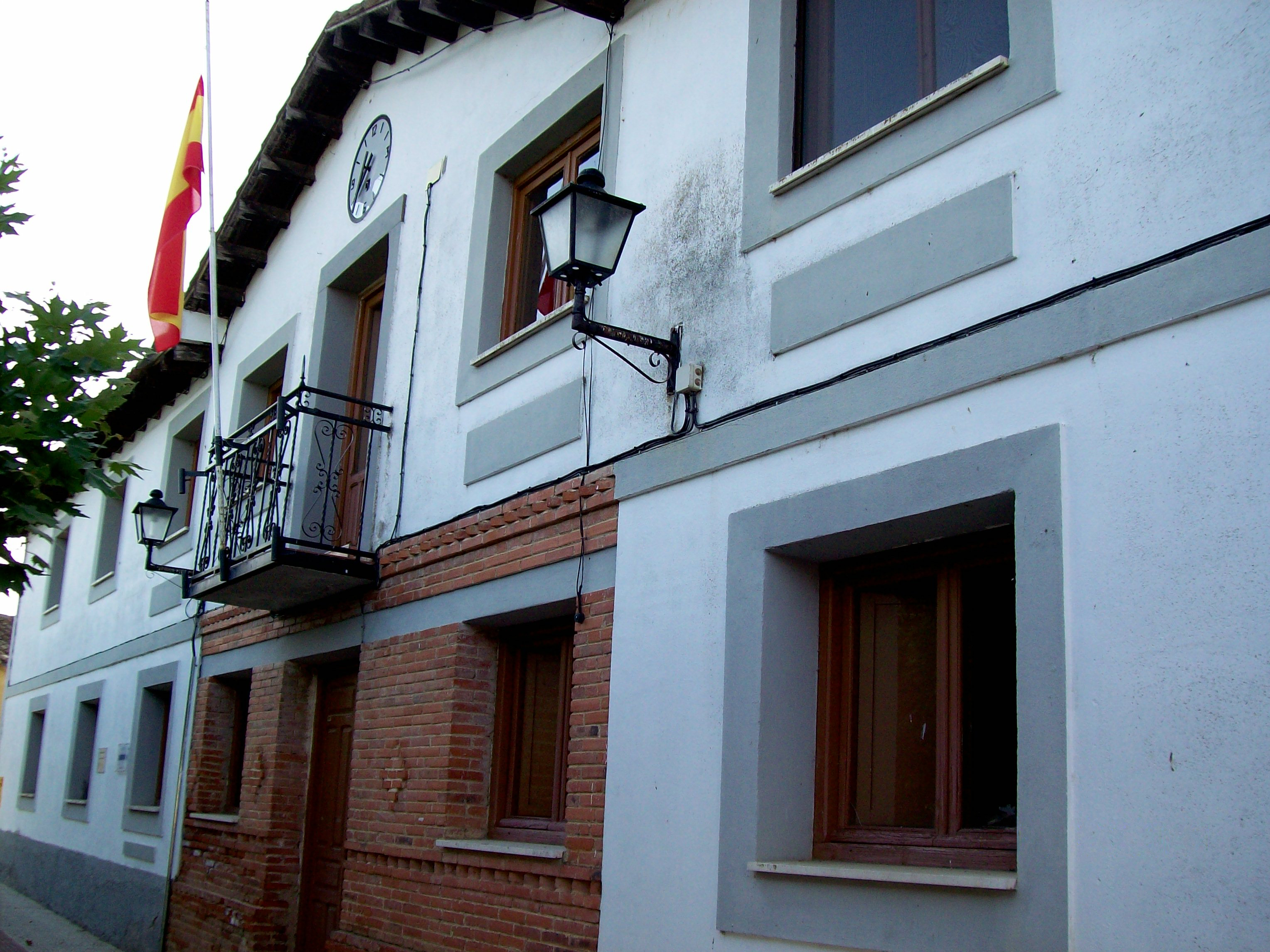
Rathaus

- Jakobuskirche
- Rathaus